# Nada (série de televisão)
Nada é uma série de televisão via streaming de comédia dramática argentina criada e dirigida por Mariano Cohn e Gastón Duprat e produzida pela Metrovisión sob o selo Star Original Productions para a The Walt Disney Company. É protagonizada por  Luis Brandoni, Robert De Niro, Majo Cabrera, María Rosa Fugazot, Silvia Kutika, Enrique Piñeyro, Belén Chavanne, Daniel Aráoz, Cecilia Dopazo e Gastón Cocchiarale e está programada para estrear em 2023 no Star+.

## Sinopse
Manuel (Luis Brandoni) é um crítico gastronômico que dependeu toda a sua vida de sua governanta, no entanto, esta mulher morre e ele fica à deriva porque não tem ideia de como se gerir sozinho no dia-a-dia, para o qual contrata uma nova governanta para ajudá-lo nesta nova etapa de sua vida.

## Elenco

### Principal
- Luis Brandoni como Manuel
- Robert De Niro como Vincent
- Majo Cabrera como Antonia
- María Rosa Fugazot como Celsa
- Silvia Kutika como Graciela "Grace"
- Enrique Piñeyro como Ignacio
- Belén Chavanne como Paloma
- Daniel Aráoz
- Cecilia Dopazo
- Gastón Cocchiarale como Luciano
- Daniel Miglioranza
- Ariadna Asturzzi como Marina
- Rodrigo Noya

### Convidado
- Guillermo Francella como Barsamián
- Andrea Frigerio
- Santiago Kovadloff como Álvaro Bianco
- Francis Mallmann

## Produção

### Desenvolvimento
Em dezembro de 2021, a The Walt Disney Company América Latina confirmou que havia feito um acordo com Mariano Cohn e Gastón Duprat para a criação de novos conteúdos originais para a plataforma Star+, entre os quais foi anunciada uma série intitulada Nada. Em fevereiro de 2022, Brandoni, o protagonista da série, afirmou em entrevista que a produção consistiria em 5 episódios dirigidos por Cohn e Duprat.

### Seleção de elenco
Após o anúncio da produção da série, foi noticiado que Luis Brandoni seria o protagonista da série. Em fevereiro de 2022, começaram os rumores de que Robert De Niro poderia se juntar à série. Em março daquele ano, tornou-se oficial que De Niro faria parte da série como um de seus protagonistas. Além disso, foi anunciado que o restante do elenco seria composto por Katja Alemann, Gastón Cocchiarale, Belén Chavanne e que contaria com a participação especial de Guillermo Francella. Em abril, Andrea Frigerio foi contratada para se juntar ao elenco. Em maio, foi noticiado que Silvia Kutika substituiria Alemann e que Enrique Piñeyro e Daniel Aráoz se juntariam ao elenco. Pouco depois, soube-se que Majo Cabrera , María Rosa Fugazot, Cecilia Dopazo, Daniel Miglioranza, Ariadna Asturzzi e Rodrigo Noya completaram o elenco.

### Filmagens
As gravações começaram no final de abril de 2022.